# Codivarta
Die Weißweinsorte Codivarta ist eine autochthone Sorte der Insel Korsika. Aufgrund sehr ähnlicher Merkmale vermutet der Ampelograph Pierre Galet eine Verwandtschaft mit der italienischen Sorte Coda di Volpe. Eine endgültige Überprüfung dieser These steht jedoch noch aus. Die Sorte Codivarta ist im AOC Wein Vin de Corse zugelassen, wird jedoch kaum noch angebaut. Durch gezielte Klon-Selektion bemüht man sich jedoch, die Sorte weinbautechnisch zu verbessern. 
Die spätreifende Sorte ist recht ertragsstark und wenig anfällig gegen die klassischen Rebkrankheiten.
Synonyme: Cadiverta, Codivarte Blanc, Codivertola Blanc, Cudiverta, Cudivèrte, Cudivarta.

## Ampelographische Sortenmerkmale
In der Ampelographie wird der Habitus folgendermaßen beschrieben:
- Die Triebspitze ist offen. Die Jungblätter sind lediglich spinnwebig behaart und bronzefarbenen gefleckt (Anthocyanflecken).
- Die mittelgroßen Blätter sind fünflappig und tief gebuchtet (siehe auch den Artikel Blattform). Die Stielbucht ist offen. Der Blattrand ist spitz gesägt.
- Die kegel- bis walzenförmige Traube ist groß (ca. 25 cm lang) und dichtbeerig. Die rundlichen  elliptischen Beeren sind mittelgroß und von weißlicher Farbe.

Die Rebsorte reift fast 30 – 35 Tage nach dem Gutedel. Sie gilt somit als spät reifend. Codivarta ist eine Varietät der Edlen Weinrebe (Vitis vinifera).